# Grote maina
De grote maina (Acridotheres grandis) is een vogelsoort uit de familie Sturnidae.

## Verspreiding en leefgebied
Deze soort komt voor in China, Myanmar en Thailand en telt twee ondersoorten:
- Acridotheres grandis grandis
- Acridotheres grandis infuscatus

## Galerij

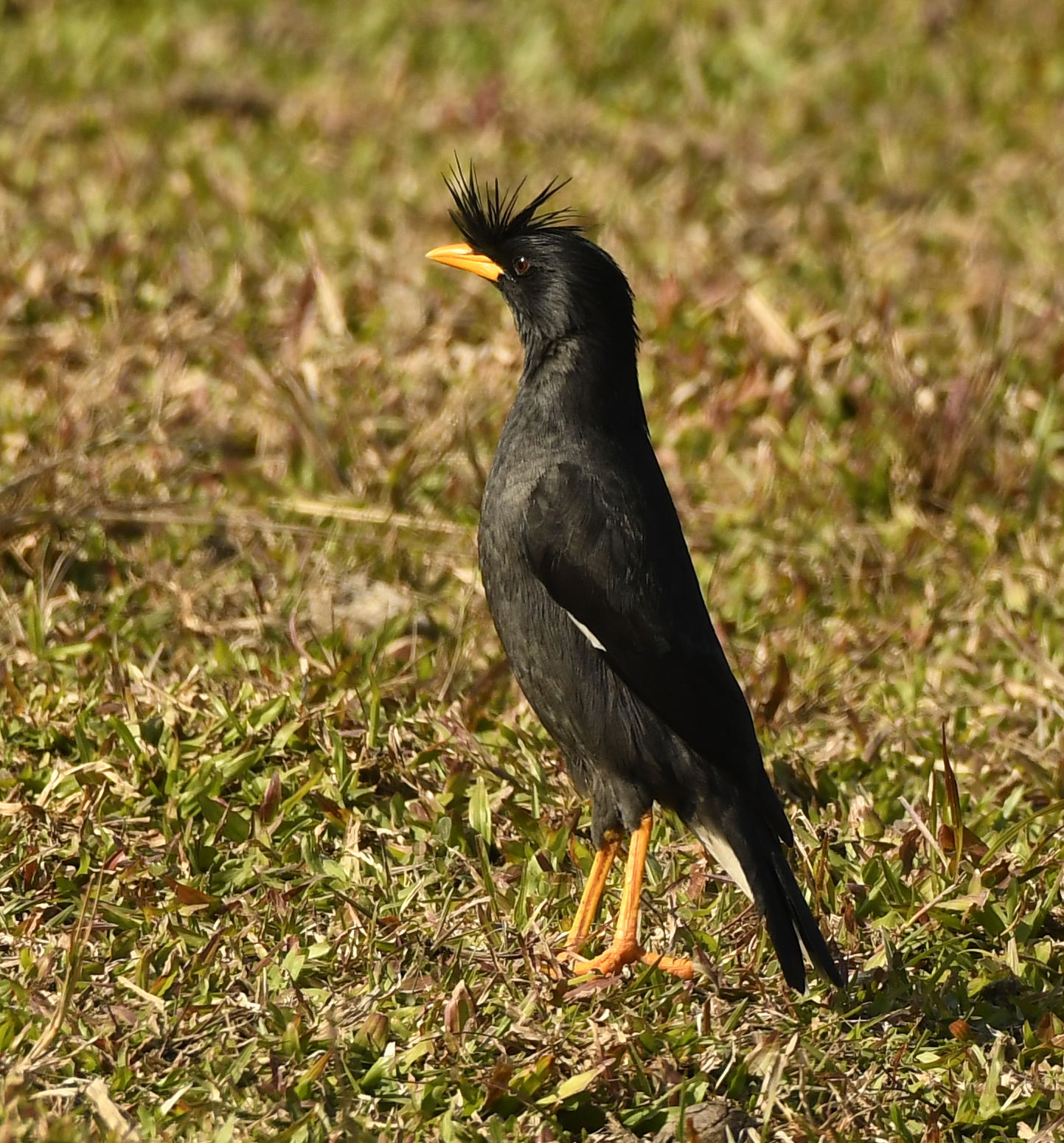
Grote maina in het Kaziranga National Park, Assam, India
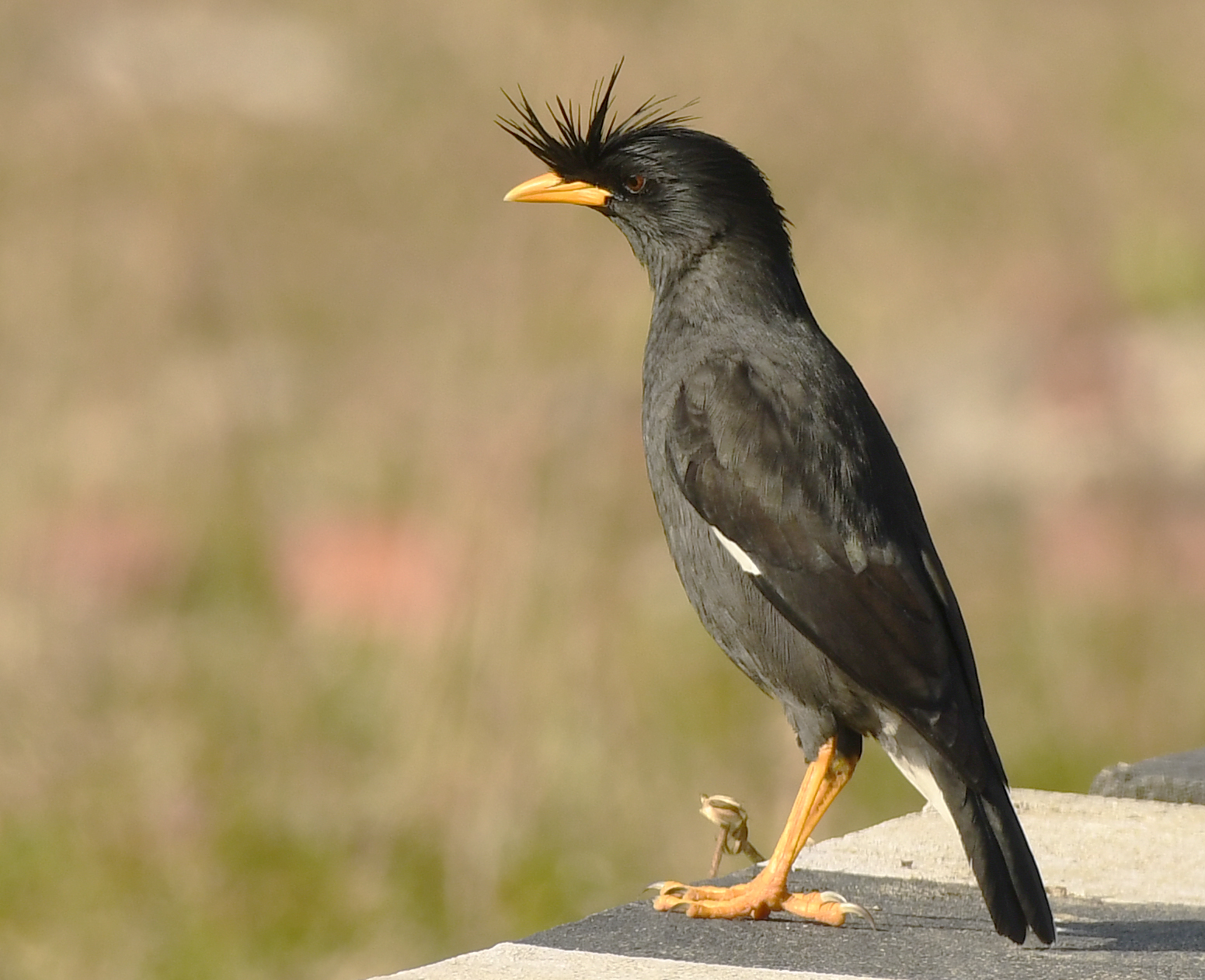
Grote maina in het Kaziranga National Park, Assam, India
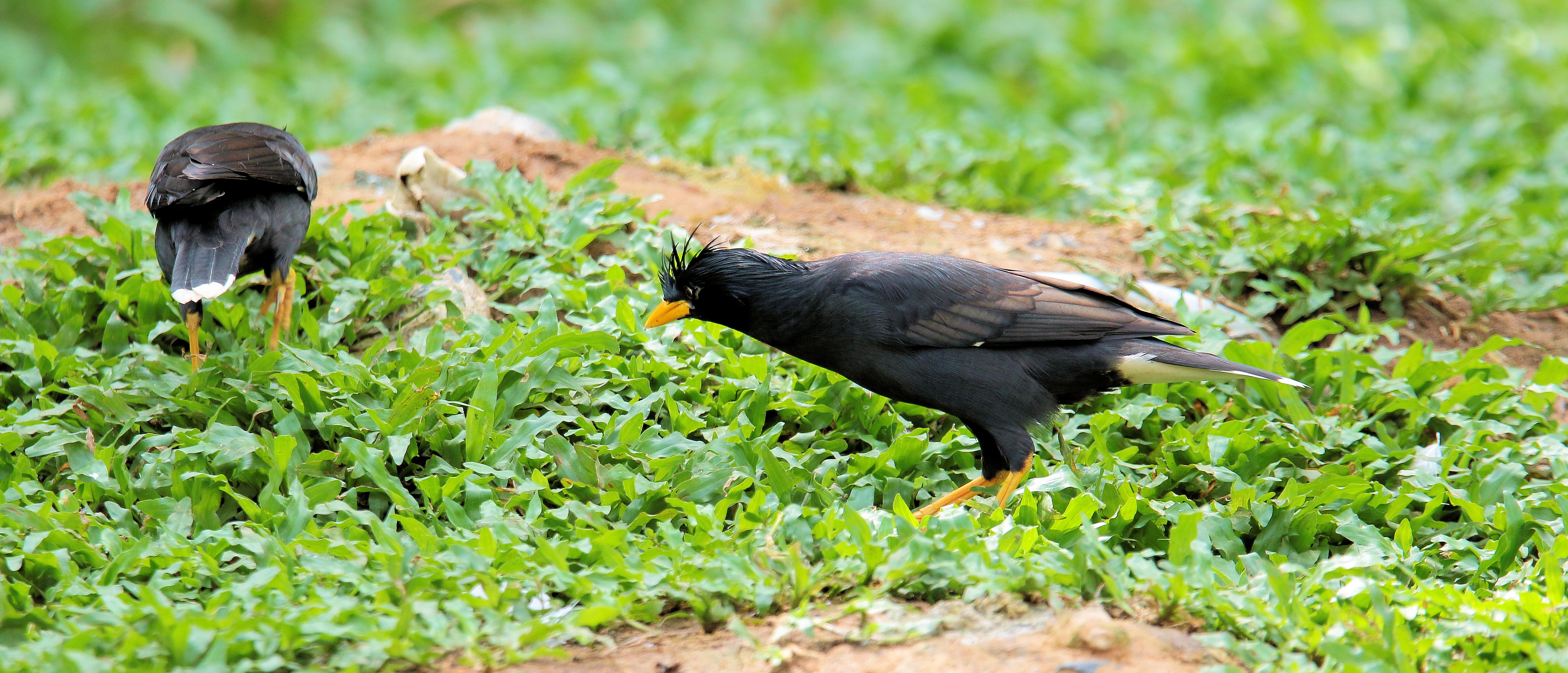
Grote maina, Phu Quốc, Vietnam